# Inocybe albovestita
Inocybe albovestita är en svampart som beskrevs av E. Horak 1978. Inocybe albovestita ingår i släktet Inocybe och familjen Inocybaceae.   Inga underarter finns listade i Catalogue of Life.